# Грб Фарских Острва
Грб Фарских Острва је званични хералдички симбол данске прекоморске аутономне регије Фарска Острва. Грб у овој верзији се користи од 2004. године.

## Опис грба
Грб се први пут појавио на једној од средњовековних столица у Киркјуберу у 15. веку. Приказује овна на штиту. Касније верзије приказују печат на коме се налази ован, а ту верзију су користиле судије старог суда на Фарским острвима, Легтинга.
Грб је изашао из употребе када је легтинг укинут 1816. године. Ни по обнови институција грб више није коришћен.
После усвајања закона о аутономији 1948. године, грб се поново употребљава, али не од парламента, Легтинга, већ владе - Ландстирија. Кабинет премијера објавио је 1. априла 2004. године почетак употребе новог грба, базираног на најстаријој варијанти грба и у бојама заставе Фарских острва уз додату златну. Неке институције још увек користе стари симбол.